# Saison 7 de Section de recherches
Chronologie
Saison 6 Saison 8
Cet article présente les épisodes de la septième saison de la série télévisée Section de recherches.

## Distribution

### Membres de la brigade
- Xavier Deluc : Lieutenant puis Capitaine Martin Bernier, chef de groupe
- Virginie Caliari : Adjudant-chef puis Major Mathilde Delmas
- Kamel Belghazi : Commandant Enzo Ghemara, chef de la SR (épisodes 1-2, 4-6)
- Chrystelle Labaude : Capitaine puis Commandant Nadia Angeli, chef du TIC
- Jean-Pascal Lacoste : Adjudant puis Adjudant-chef Luc Irrandonéa, spécialiste informatique
- Manon Azem : Adjudant Sara Casanova (épisode 8-16)
- Olivia Lancelot : Lieutenant Nathalie Charlieu, chef du GOS (épisodes 3-7, 10-14 et 16)
- Vincent Primault : Gendarme Marc-Olivier Delcroix, dit Marco, du TIC
- Félicité Du Jeu : Adjudant Fanny Caradec (épisodes 1 et 16)

### Autres
- Bernard Montiel : Alain Berger, Procureur de la République (épisodes 2, 5-6, 8 et 16)
- Thierry René : Colonel Royer, chef par intérim de la Section de Recherches (épisode 8-9)

## Liste des épisodes

### Épisode 1:In Memoriam
- France : 28 février 2013 sur TF1

- France : 6,60 millions de téléspectateurs (25,1 % de part d'audience)[1] (première diffusion)

- Marie-Béatrice Dardenne : Daphné Duclos
- Marvin Benhaïm : Jérôme Censier
- Catherine Epars : Marie Duclos
- Bénédicte Loyen : Laura Kerouac
- Fabrice Michel : Gaël Kerouac
- Patrick Raynal : Pierre Colini
- Erik Stouvenaker : Xavier Morin
- Nadia Fossier : Nelly Wagner
- André Nerman : Maître Cotero
- Aurélie Lopez : Marina Fernandez
- Philippe Suberbie : Docteur Carel
- Louca Acerbo : Julien Randal
- Bess Davies : Sarah
- Baptiste Girard : Louis
- Éric Frey : Docteur Vincent Dumas
- Jean-Claude Calon : Directeur pompes funèbres
- Pascal Aubert : Lieutenant BT
- Hubert Chaperon : M. Leroy
- Valérie Ancel : Mme Leroy
- Dominique Bru : Mme Alvarez
- Gilles Matheron : Antoine Colini

### Épisode 2:Attraction fatale
- France : 28 février 2013 sur TF1

- France : 5,9 millions de téléspectateurs (26,6 %)[1] (première diffusion)

- Pierre-Arnaud Juin : Francis Larère
- Josy Bernard : Josiane Sorel
- Solène Hébert : Justine Sorel
- Jean-Yves Berteloot : Commandant Ferry
- Thierry Perkins-Lyautey : Russo
- Lorenzo Salvaggio : Paul Viala
- Xavier Berlioz : OPJ Jeanteau
- Hadrien Rouchard : OPJ Meunier
- Myriam Moszko : Voisine Josiane avec son chien
- Pélagie Papillon : Copine Justine
- Eric Chaussebourg : Commissaire
- Fabienne Babe : Madame Larère
- Patrick Hauthier : David Carrez
- Marjorie de Larquier : Sandrine
- Didier Poulain : Gardien immeuble Carrez
- Catherine Collette : Propriétaire studette Justine
- Marina Lassere : Claire Soly
- Pierre-Alexandre Ganizate : Livreur Rush Pizza

### Épisode 3:Noces de sang
- France : 7 mars 2013 sur TF1

- France : 7,10 millions de téléspectateurs (27,5 %)[2] (première diffusion)

- Mélanie Maudran : Mélanie Verneuil
- Frédéric Gorny : Sam Castelli
- Jean-Marc Coudert : Cédric
- Sophy-Clair David : Agathe Révil
- Frans Boyer : Aérostier
- Sylvain Pierre : Renaud le marié
- Raphaëlle Lenoble : Maud la mariée
- Jeff Bigot : Lieutenant BT
- Serge Martina : Pierre Révil
- Yasmin Bau : Yves le témoin
- Yolande Folliot : Madame Révil
- Jean-Christophe Chavanon : Le capitaine
- Laura Luna : La logeuse

### Épisode 4:La Mort en héritage
- France : 7 mars 2013 sur TF1

- France : 6,6 millions de téléspectateurs (28,9 %)[2] (première diffusion)

- Catherine Allégret : Geneviève Faure
- Valérie Stroh : Sabine Duprez
- Andrée Damant : Fernande Faure
- Anaëlle Braine : Lucie Duprez
- Ophélie Koering : Louise Marval
- Jérémie Covillault : Jules Corsan
- Jérôme Thibault : Lieutenant BT
- Frédéric Nouhaud : Concierge immeuble Geneviève
- Jean-Yves Lissonnet : Monsieur Guyot
- Brigitte Vastel : Femme association Dames Roses
- Alice Renaud : Maggy
- Nathalie Cannet : Madame Renaud
- Jean-Marc Lallement : Le notaire
- Aymeric Lecerf : Xavier Renaud
- Emma Trarieux : Aide soignante
- Frédéric Bouchet : Directeur maison de retraite
- Michèle Dascain : Madame Vanves
- Freddy Nail : Chauffeur camionnette

### Épisode 5:Le Procès
- France : 14 mars 2013 sur TF1

- France : 6,6 millions de téléspectateurs (25,2 %)[3] (première diffusion)

- Laurent Schilling : Henri Forest
- François Berland : Frédéric Reynal
- Ludovic Lacroix : Damien Forest
- Charlotte Noiry : Karine Forest
- Mathilde Wambergue : Madame Reynal
- Dianko Diaoune : Raphaël Rivière
- David Sighicelli : Avocat de la défense
- Olivier Pagès : Général Delmas
- Jack Delbalat : Le président du jury
- Catherine Le Henan : Hélène Pérac
- Laurence Colussi : Lydia Pérac
- Mathilde Etienne : Jeune femme / colocataire
- Sylvain Pillet : Vincent
- Marie-Laure Ducos : Jurée
- Jean-Philippe Lachaud : Responsable tennis
- Hélène Arnault : Employée joaillerie
- Michael Assie : Barman
- Laure Roussel : Journaliste

### Épisode 6:Compte à rebours
- France : 14 mars 2013 sur TF1

- France : 5,8 millions de téléspectateurs (26,3 %)[3] (première diffusion)

- Georges Corraface : Francois Vignac
- Christine Dejoux : Astrid Dumond
- Véronique Ataly : Violette Vignac
- Pierre Renverseau : Lieutenant BT
- Bruno Rodet : Monsieur Dumond
- Serge Tranvouez : Directeur
- Roger Contebardo : Mathieu
- Frédéric Klein : Pierre Colas
- François Aubineau : Préfet de la Gironde
- Éric Bougnon : Gendarme infiltré
- Nicolas Soullard : Gendarme estafette
- Céline Perra : Voisine
- Sophie Vaslot : Serveuse
- Sandra Jaulin : Infirmière

### Épisode 7:Serment d'Hippocrate
- France : 21 mars 2013 sur TF1

- France : 7,29 millions de téléspectateurs (28,5 %)[4] (première diffusion)

- Stéphanie Cabon : Laurence Duriez
- Axel Boute : Max Verneuil
- Margot Abascal : Sandrine Verneuil
- Tadrina Hocking : Sophie Gaillac
- Cédric Appietto : Thomas Roussin
- Sophie Staub : Valentine Brun
- Miguel Sáez : Julien Gaillac
- Jérôme Thibault : Lieutenant BT
- Pascal Lambert : Samuel
- Julien Barbier : Gérant salle de jeux
- Philippe Crespeau : Père de Laurence
- Anne Kreis : Mère de Laurence
- Hélèna Guihard : Laurence 12 ans
- Gilles Geisweiller : Psychiatre
- Patrice Bouret : Patron bistrot
- Jean-Marc Druet : Père de Thomas Roussin
- Benedicte Chevallereau : Mère de Laurence jeune
- Jean Mouriere : Général obsèques

### Épisode 8:Coup de théâtre
- France : 21 mars 2013 sur TF1

- France : 6,7 millions de téléspectateurs (31,2 %)[4] (première diffusion)

- Stéphane Rideau : Filip Esquibel
- Manon Gaurin : Caroline Manesco
- Anne Rousselet : Jacqueline Manesco
- Gilles Treton : Augustin Manesco
- Romain Redler : Yannick Lefébure
- Frédéric d'Elia : Renaud Van Berg
- Franck Lemarié : Christophe
- Julie Meunier : Laura
- Mahé Frot : Voisine ferme
- Domia Granet : Concierge Yannick
- Alexia Portal : L'infirmière
- François Briault : Dr Touvenot
- Julien Boissier-Descombes : Médecin urgences

### Épisode 9:Tarif de nuit
- France : 28 mars 2013 sur TF1

- France : 6,35 millions de téléspectateurs (23,8 %)[5] (première diffusion)

- Jean-Michel Noirey : Jean-Paul Louvain
- Aimée Clark : Sandrine Louvain
- Hélène Roisin : Lola
- Davy Sardou : Damien Sagnac
- Alexandrine Serre : Mme Sagnac
- Jean-Pierre Malignon : Didier Blainville
- Catherine Rouzeau : Mme Blainville
- Émilie Arthapignet : Jeune femme
- Adrien Pelletier : Alex
- Jacques Develay : Bernard Garuet
- Jennifer Kerner : Colocataire de Lola
- Cyrille Debard : Lieutenant BT
- Daniel Bodin Crumb : Patron bistrot
- Bertrand Farge : Patron Rancho

### Épisode 10:Amnésie
- France : 28 mars 2013 sur TF1

- France : 6,1 millions de téléspectateurs (28 %)[5] (première diffusion)

- Charley Fouquet : Céline Teyssier
- Gabrielle Atger : Julia Roussel
- Jean-Marc Michelangeli : Régis Teyssier
- Benjamin Feitelson : Simon Delalande
- Alban Casterman : Fred Cobert
- Pierre Gérard : François Le Quellec
- Véronique Hervouet : Médecin légiste
- Laura Balasuriya : La psy
- Kristophe Bach : Associé Teyssier
- Dominique MacAvoy : Grand-mère de Julia
- Alain Raimond : Lieutenant BT
- Karine Kermin : Hélène Verbois
- Jean-Luc Mirande : DRH
- Julia Ocard : Réceptionniste

### Épisode 11:Belle à mourir
- France : 4 avril 2013 sur TF1

- France : 7,19 millions de téléspectateurs (26,9 %)[6] (première diffusion)

- Valérie Leboutte : Vanessa Lambert
- Marine Royer : Hélène Mariani
- Carolina Jurczak : Louise Mariani
- Marieke Bouillette : Charlotte Dejean
- Vincent Ozanon : Michel Dejean
- Baptiste Caillaud : Arthur Mariani
- Frédéric Gélard : Père Cartel
- Taïra : Colette Evrard
- Hélène Godec : Anouk Dubosc
- Caroline Ducey : Justine
- Mickaël Dumoussaud : Jeune sataniste
- Christophe Sardain : Lieutenant BT
- Stéphane Blancafort : Animateur
- Yves Revers : Le maire
- Marie-Noëlle Terracol : Madame Dejean
- Leïa Michel : Léna, fille d'Anouk

Une élection de Miss se déroule dans la salle municipale du village de Chanzac. À l'issue de la remise des prix, Louise Mariani, une candidate déçue, quitte la scène, furieuse. On retrouve sa robe tâchée de peinture rouge, plantée sur un pieu devant la maison de Vanessa Lambert, l'organisatrice. Dans son hangar on découvre son corps sans vie, dans une mise en scène satanique. Louise, elle, a disparu. Que s'est-il passé ? 

### Épisode 12:Far Ouest
- France : 4 avril 2013 sur TF1

- France : 6,5 millions de téléspectateurs (28 %)[6] (première diffusion)

- Sam Karmann : Alain Belmont
- Elsa Kikoïne : Pauline Belmont
- Cédric Weber : Bernard Fontaine
- Rémi Bichet : Brice Belmont
- Yoann Denaive : Yann Dubroux
- Marc Legras : Maître Jouve
- Jürgen Zwingel : Dietrich Szeliman
- Véronique Descamps : Directrice de l'hôtel
- Maud Brethenoux : Serveuse bar
- Olivier Cherki : Henri Lazure
- Aline Alliot : Lieutenant BT
- Gaëlle Seyrat : Chanteuse country
- Leïa Michel : Léna, fille d'Anouk

### Épisode 13:Partie de campagne
- France : 11 avril 2013 sur TF1

- France : 6,90 millions de téléspectateurs (26,3 %)[7] (première diffusion)

- Corentin Koskas : Yann Da Silva
- Nicolas Wanczycki : Pierre Delaujac
- Karine Lima : Lisa Wendel
- Flavie Bataillie : Charlotte
- Arnaud Lechien : Axel Krinvic
- Florine Delobel : Morgane Delaujac
- Marylise Doctobre : Chiara
- Clara Simpson : Madame Simpson
- Robin Clive : Léonard Simpson
- Sébastien Boudrot : Lieutenant Favre, DCRI
- Régis Pappatico : Fred, le facteur
- Eric Bergeonneau : L'exploitant
- Dominik Maury-Vaucelle : Femme de l'exploitant
- Nolwenn Daste : Auxiliaire de vie
- Sophie Fougère : Lieutenant BT

### Épisode 14:Écart de conduite, première partie
- France : 11 avril 2013 sur TF1

- France : 6,2 millions de téléspectateurs (26,9 %)[7] (première diffusion)

- Lionnel Astier : Serge Fauvel
- Joyce Bibring : Lise Fauvel
- Maxime Coggio : Romain Mercier
- Didier Agostini : Teddy Mercier
- Muriel Racine : Jeanne Mercier
- Théa Boswell : Karine Gignac
- François Godart : Francis Gignac
- Jonathan Demurger : Tristan Lanoé
- Florian Belaud : Henri Pressac
- Eva Quinto : Diane
- Pascale Michaud : Coline
- Adeline Jondot : Fleuriste
- Fannie Brett : Femme amazone
- Delphine Alvado : Femme de ménage
- Christian Caro : Gérant casse auto
- Erica Walter : Journaliste accident
- Alain Raimond : Lieutenant BT 1
- Jeff Bigot : Lieutenant BT 2

### Épisode 15:Mauvais présage, deuxième partie
- France : 18 avril 2013 sur TF1

- France : 6,60 millions de téléspectateurs (25,4 %)[8] (première diffusion)

- Sara Viot : Myriam Bartoli
- Myriam Moraly : Sandra Lelandais
- Laurence Jeanneret : Annie Courcel
- Renaud Dehesdin : Thomas Courcel
- Eric Pierrot : Bruno Masson
- Christian Ameri : Maurice Vignon
- Arthur Moncla : Alex Vignon
- Ivan Cori : Romain Boissard
- Jérôme Thibault : Lieutenant BT
- Francine Olivier : Mère Sandra
- Pierre Remund : Julien Roux
- Antoine Monier : Garçon café

### Épisode 16:Trahison, troisième partie
- France : 18 avril 2013 sur TF1

- France : 6,5 millions de téléspectateurs (29,7 %)[8] (première diffusion)

- Bastien Ehouzan : Jules Farley
- Jacques Bourdat : Officier des douanes
- Quentin Bourdat : Agent des douanes
- Olivier Rousset : Le substitut du procureur
- Julien Delettre : Michel Ladoux
- François Chaix : Médecin chef
- Jean-Luc Mimault : Chauffeur de taxi